# 旧飛田家住宅
旧飛田家住宅（きゅうとびたけじゅうたく）は茨城県古河市古河総合公園内にある歴史的建造物。

## 概要
元は常陸太田市(旧久慈郡金砂郷村)岩手にあった飛田徳有氏所有、18世紀前半の曲屋形式農家建築である。昭和43年（1968年）、国の重要文化財に指定され、昭和50年（1975年）、現在地に移築された。

## 所在地
茨城県古河市鴻巣1024

## 周辺情報
- 古河街角美術館
- 古河総合公園
  - 古河公方館
  - 旧中山家住宅
- 古河城跡
- 古河文学館
- 古河歴史博物館
- 鷹見泉石記念館
- 篆刻美術館
- 永井路子旧宅

## 交通アクセス
- JR東北本線古河駅下車バス･車10分
- 東北自動車道久喜インターチェンジより約30分